# Mike Havenaar
Mike Havenaar (ハーフナー・マイク Hāfunā Maiku?), född 20 maj 1987 i Hiroshima prefektur, Japan, är en japansk fotbollsspelare som spelar för japanska Ventforet Kofu. Han spelar även för det japanska landslaget.